# Hino (Shiga)
Hino (jap. 日野町 Hino-chō) – miasto w Japonii, na wyspie Honsiu, w prefekturze Shiga. Według danych na rok 2020 miejscowość zamieszkiwało 20 964 mieszkańców , a gęstość zaludnienia wyniosła 178,3 os./km².